# ألبرت إسحاق آدمز
ألبرت إسحاق آدامز (21 سبتمبر 1865 - 5 فبراير 1906) كان سياسياً أمريكياً في ولاية واشنطن. خدم في مجلس النواب بواشنطن من 1891 إلى 1893.
ولد في ليفونيا ، نيويورك في 21 سبتمبر 1865 ، ودرس في جامعة روتشستر ، وانتقل إلى سياتل عام 1887. وهو محامي عقارات ، وكان أصغر عضو في الهيئة التشريعية خلال فترة ولايته.